# 캐나다군

캐나다군(영어: Canadian Armed Forces, 프랑스어: Forces armées canadiennes)은 육-해-공 3군을 통괄하는 캐나다의 군대이다.

## 계급

### 장성

#### 총독
- 총독(영어: Commander-in-Chief, 프랑스어: Commandant en chef)

#### 장관급
- 대장
- 중장
- 소장
- 준장

### 사관

#### 영관급
- 대령
- 중령
- 소령

#### 위관급
- 대위
- 중위
- 소위
- 장교 후보생

### 준사관
- 선임 원사
- 원사
- 상사
- 중사
- 하사

### 사병
- 병장
- 상병
- 일병